# الملكي (فلم)
الملكي هو فيلم رومانسي كوميدي و دراما أمريكي صدر في العام 2001 من إخراج وإنتاج فرانك دارابونت كتبه مايكل سلون، وبطولة جيم كاري، بوب بالابان، برنت بريسكو، جيفري دمان، أماندا ديتمير، ألن غارفيلد، هال هولبروك، لوري هولدن، مارتن لانداو، رون ريفكين، ديفيد أوغدن ستيرس، وجيمس ويتمور.
تم تصويره في فيرنديل بولاية كاليفورنيا، عرض لأول مرة في 11 ديسمبر 2001، واصدر في الولايات المتحدة في 21 ديسمبر كانون الأول  عام 2001. أداء جيم كاري في ماجستيك كان مختلفا عن أعماله السابقة، التي كانت حتى ذلك الحين معظمهم من الأفلام الكوميدية. الفيلم تلقى اراء مختلفة الكثير منها كان سلبيا من قبل  النقاد وبلغت ارباحه 37 مليون $ في جميع أنحاء العالم اما عن ميزانيته ميزانية فقد بلغت 72 مليون $، وكان الملكي قنبلة البوكس اوفيس.

## القصة
في عام 1951 في خضم الخوف منالاتحاد السوفيتي، بيتر أبليتون هو كاتب السيناريو الشاب  الصاعد  في هوليوود.   يعلم من محامي استوديو ليو كابلسكي و محاميه كيفن بانرمان أنه قد اتهم بأنه شيوعي لأنه حضر اجتماعا المناهضين للحرب في سنوات دراسته الجامعية، لكنه قال بانه  قد حضر فقط لرؤية فتاة. في لحظة،  فيلمه من الرماد إلى الرماد يؤجل لبضعة أشهر، ويعطى كتابة الفيلم لشخص آخر، نجمة فيلمه وحبيبته ساندرا سنكلير تهجره، ويتم إسقاط عقده مع الاستوديو. بيتر يسكر ويقرر ان يقود سيارته ناحية الساحل فجاة و بينما يقود سيارته فوق جسر خشبي يسقط مع سيارته في المحيط.
وبعد ذلك تاخذه الامواج ناحية الشاطئ الا انه نتيجة الصدمة يصاب بفقدان الذاكرة. وبعد ذلك يتم ايجاده من قبل  ستان كيلر والذي يساعد في اخذه إلى بلدة قريبة لوسون، كاليفورنيا  كي يعاينه طبيب محلي يدعى دوك ستانتون. بعد ذلك يبدا سكان البلدة بالترحيب به، بعد ذلك يصل هاري تريمبل والذي يعتقد بان بيتر هو ولده لوكي الذي فقده خلال الحرب العالمية الثانية منذ 7 اعوام. نظرا لفقدان ذاكرته، بيتر يتم التعامل معه على انه لوكي نظرا للشبه بينهما و لان بيتر لا يذكر من هو وبعد ذلك يرحب العمدة وباقي البلدة بعودته لانهم يطنون بانه لوكي و يقوم بمقابلة حبيبة لوكي السابقة اديل ستانتون و التي هي بنت الطبيب.
وبعد ذلك توجد العديد من الاحداث بانتظاركم لمشاهدتها

## روابط خارجية
- مقالات تستعمل روابط فنية بلا صلة مع ويكي بيانات